# Ursula Rodel
Ursula Rodel (* 28. April 1945; † 5. März 2021 in Zürich) war eine Schweizer Modedesignerin, Kostümbildnerin und Unternehmerin sowie Trägerin des Schweizer Grand Prix Design.

## Leben
Ursula Rodel wuchs im Kanton Aargau auf. Sie absolvierte ihre Ausbildung an der Modeklasse der Kunstgewerbeschule Zürich, an der Textilfachschule Wattwil sowie am London College of Fashion und arbeitete zunächst als Stylistin.
1972 gründete sie zusammen mit Katharina Bebié und Sissi Zoebeli das Modelabel Thema Selection. Als Designerin gehörte Ursula Rodel zur damaligen Avantgarde und war bekannt für ihren androgynen Stil. Ab 1996 entwarf sie Mode unter ihrem eigenen Label Ursula Rodel Création.
Sie arbeitete auch als Kostümbildnerin für Regisseure wie Federico Fellini, Claude Berri, Daniel Schmid und Lars von Trier. Dabei stattete sie unter anderem die französische Schauspielerin Maria Schneider aus und Catherine Deneuve, mit der sie eng befreundet war.
In Katzenball von Veronika Minder gab Ursula Rodel, neben vier weiteren lesbischen Frauen, Einblick in ihr Leben. Der Film wurde 2005 am Berlin International Film Festival als bester Dokumentarfilm ausgezeichnet. Im Dokumentarfilm «Glow» (2017) von Regisseurin Gabriel Baur sprach sie über ihre Zeit als Weggefährtin von Irene Staub (bekannt als Lady Shiva).
2009 zeichnete das Bundesamt für Kultur Ursula Rodel mit dem Schweizer Grand Prix Design aus und würdigte ihr Lebenswerk, mit dem sie national und international zum Ansehen des Schweizer Designs beigetragen hat. 2023 widmete das Landesmuseum Zürich Ursula Rodels Mode eine Einzelausstellung.

## Filmografie (Auswahl)
- 1977: Violanta
- 1978: Das Geld der anderen (L'argent des autres)
- 1978: Die geheimnisvolle Sekte (Écoute voir…)
- 1980: Weisse Reise
- 1980: Die Männer, die ich liebte (Je vous aime)
- 1983: Der Buschpilot (L'africain)